# Umm at-Tut (Liban)
Umm at-Tut – wieś położona w jednostce administracyjnej Kada Tyr, w Dystrykcie Południowym w Libanie.

## Położenie
Wioska Umm at-Tut jest położona na wysokości 440 metrów n.p.m. wśród gór przy granicy libańsko-izraelskiej. Okoliczne wzgórza są w większości zalesione. Teren opada w kierunku północno-zachodnim ku wybrzeżu Morza Śródziemnego. W otoczeniu Umm at-Tut leżą wioski Al-Bustan, Az-Zallutijja, Al-Dżibbajn, Szihin, Salihani i Marwahin. Przy granicy znajduje się punkt obserwacyjny międzynarodowych sił pokojowych UNIFIL. Po stronie izraelskiej jest położony moszaw Zarit.

## Gospodarka
Lokalna gospodarka opiera się na rolnictwie.